# Martin Bossenbroek
Martin Philip Bossenbroek (Amsterdam, 6 augustus 1953) is een Nederlands historicus en auteur. 

## Opleiding en werk
Bossenbroek bezocht het (voormalig) Woltjer Gymnasium in Amsterdam en studeerde vervolgens geschiedenis aan de Vrije Universiteit Amsterdam, waar hij in 1980 cum laude afstudeerde. Na enkele jaren als docent in het middelbaar onderwijs werkte hij vanaf 1983 aan de Universiteit Leiden, waar hij in 1992 promoveerde op het proefschrift Volk voor Indië. Hierna was hij onder andere directielid bij de Koninklijke Bibliotheek (KB) in Den Haag. Daarna was hij namens de KB research fellow publieksgeschiedenis aan de Universiteit Utrecht.
Bossenbroek won in 2013 de Libris Geschiedenis Prijs voor zijn boek De Boerenoorlog, dat de Tweede Boerenoorlog (van 1899 tot 1902) beschrijft. Het boek stond ook op de shortlist voor de AKO Literatuur Prijs. Het is inmiddels toe aan zijn vijfentwintigste druk. In 2014 werd het vertaald in het Afrikaans (Die Boereoorlog), in 2015 in het Engels (The Boer War), in 2016 in het Duits (Tod am Kap. Geschichte des Burenkriegs) en in 2018 in het Frans (L'Or, l'empire et le sang. La guerre anglo-boer 1899-1902).
In 2016 publiceerde hij Fout in de Koude Oorlog. Nederland in tweestrijd 1945-1989. Het boek bereikte de shortlist van de Brusseprijs voor het beste journalistieke boek en de shortlist van de Libris Geschiedenis Prijs.
In 2020 verscheen De wraak van Diponegoro. Begin en einde van Nederlands-Indië. Het boek beschrijft de Java-oorlog (1825-1830) en de  dekolonisatieoorlog (1945-1949) aan de hand van de biografieën van vier hoofdrolspelers: Diponegoro, Hendrik Merkus de Kock, Soekarno en Huib van Mook. In 2023 werd het vertaald in het Indonesisch (Pembalasan Dendam Diponegoro).
Drie jaar later, in 2023, verscheen De Zanzibardriehoek. Een slavernijgeschiedenis 1860-1900, dat de laatste periode in de slavernijgeschiedenis van Oost-Afrika beschrijft. Het boek werd bekroond met de Libris Geschiedenis Prijs 2023.
In 2024 publiceerde hij Kolonialisme! De vloek van de geschiedenis. Het boek doet verslag van een mondiale speurtocht: hoe wordt elders in de wereld aangekeken tegen de eigen en andermans koloniale geschiedenis en het slavernijverleden?